# Grand Orient des Pays-Bas
Le Grand Orient des Pays-Bas (G.O.N.), ou en néerlandais, Orde van Vrijmetselaren onder het Grootoosten der Nederlanden  est une obédience maçonnique fondée le 26 décembre 1756.

## Historique
L'ordre fait partie de  la franc-maçonnerie dite « régulière » et il est à ce titre reconnu par la Grande Loge unie d'Angleterre. Il ne reçoit que les hommes.
En 2014, l'obédience compte 162 loges pour environ 6 200 membres. Elle est encore présente dans les anciennes colonies néerlandaises : aux Antilles néerlandaises, à Aruba, au Suriname,  au Zimbabwe (Afrique du Sud) et en Thaïlande. 
Le Grand Orient des Pays-Bas gère un musée maçonnique  à La Haye, le Centre Maçonnique Culturel Prince Frédéric où l'on trouve l'une des plus grandes collections de documents maçonniques du monde. Il possède aussi une chaire spécifique à l'Université de Leyde.